# Jari Mäenpää
Jari Mäenpää, född 23 december 1977, är sångare och gitarrist i det finländska metalbandet Wintersun. Han var tidigare sångare i folk metal-bandet Ensiferum.

## Diskografi

### Med Immemorial
- Ensiferum - Immemorial Split Demo (släpptes aldrig kommersiellt)

### Med Arthemesia
- 2001 – Devs - Iratvs (studioalbum)

### Med Cadacross
- 2002 – Corona Borealis

### Med Ensiferum
- 1997 – Demo 1
- 1999 – Demo 2
- 1999 – Hero in a Dream (demo)
- 2001 – Ensiferum (studioalbum)
- 2004 – "Tale of Revenge" (singel)
- 2004 – Iron (studioalbum)
- 2005 - 1997-1999 (samlingsalbum)

### Med Wintersun
- 2004 – Winter Madness (demo)
- 2004 – Wintersun (studioalbum)
- 2005 – Wintersun: Tour Edition (livealbum)
- 2012 – Time I (studioalbum)
- 2017 – The Forest Seasons (studioalbum)
- 2017 – Live at Tuska Festival 2013 (livealbum)
- 2017 – The Forest Package (samlingsalbum)